# Octagonal Lodge
L'Octagonal Lodge est un lodge dans le comté de Clearfield, en Pennsylvanie, aux États-Unis. Situé au sein du parc d'État de Parker Dam, il est construit dans le style rustique du National Park Service. Il est inscrit au Registre national des lieux historiques depuis le 11 mai 1987.